# 大唐風雲記
『大唐風雲記』（だいとうふううんき）は、田村登正による日本のライトノベル。イラストは洞祇ミノルが担当している。電撃文庫（メディアワークス）より2002年2月から同年9月まで刊行された。第8回電撃ゲーム小説大賞・大賞受賞作。

## 登場人物
履児
長安の見習い方士。未熟なためしょっちゅう失敗している。優柔不断であまり頼りにならなかったが冒険を通して成長していく。
安麗華
履児の幼なじみで、居酒屋の看板娘。西域の生まれで西アジア系の血を受け継いでおり、通訳をしていたため様々な国の言葉を話せる。中国名の由来は通訳時代の名前「アヌーシュ（アン）」から来ている。
欧陽老師
履児の師匠で唐国内では有名な方士。宮廷から何度も誘いを受けているが拒否し続けている。
則天大聖皇帝（武則天）
中国史上唯一の女帝。皇帝李隆基の祖母にあたる。安禄山の横暴を見かねて履児に憑依し、洛陽の街の少女の身体を借りて世直しを始める。文章中では則天皇帝と略される。生前から美少年好きで、宮廷内の少年宦官のしょっちゅう手を出していた。
李太白（李白）
後世にまでその名が轟く大詩人、のはずがなぜか宮廷をくびになって街の飲んだくれになっている。蜀地方の人。軍事おたくでもあり、各国の情勢などにも明るい。
楊貴妃
皇帝李隆基（玄宗）の寵愛を受けた世界三大美人に数えられる絶世の美女、のはずだがどちらかと言うとボリュームある体格の女傑である。史実どおりライチーが好物。蜀地方出身で李白との会話でたまに蜀の方言丸出しでしゃべることがある。
高力士
李隆基皇帝の側近の宦官。則天皇帝とは顔見知りであり、若い頃はいろいろと関係を持った。
高仙芝
唐軍の名将。主な戦いはタラス河畔の戦い。
封常清
高仙芝の副官。軍事的才覚はかなりのもの。

## 既刊一覧
- 田村登正（著）・洞祇ミノル（イラスト）、メディアワークス〈電撃文庫〉、全3巻
  - 『大唐風雲記 洛陽の少女』、2002年2月10日発売[2]、ISBN 4-8402-2029-8
  - 『大唐風雲記2 始皇帝と3000人の子供たち』、2002年5月10日発売[3]、ISBN 4-8402-2099-9
  - 『大唐風雲記3 The Last Emperor of 漢』、2002年9月10日発売[4]、ISBN 4-8402-2176-6